# Cầu 25 de Abril
Lỗi Lua: bad argument #1 to 'lc' (string expected, got number).
Cầu 25 de Abril là một cây cầu ở Bồ Đào Nha. Cầu dài 2.278 m. Cầi có nhịp dài 1.013 m (3.323 ft). Cầu hoàn thành năm 1966. Cầu được sử dụng cho đường bộ & đường sắt.